# Nefisa Berberović
Nefisa Berberović (Tuzla, 3 luglio 1999) è una tennista bosniaca.

## Carriera
Nefisa Berberović ha vinto 7 titoli in singolare e 11 titoli nel doppio nel circuito ITF in carriera. Il 17 ottobre 2022 ha raggiunto il best ranking mondiale nel singolare, nr 221; il 24 ottobre 2022 ha raggiunto il miglior piazzamento mondiale nel doppio, nr 479.
Ha preso parte ai Tennis ai XVIII Giochi del Mediterraneo tenutosi a Tarragona, conquistando la medaglia d'argento nel doppia per il suo paese, insieme a Dea Herdželaš.
Fa parte della squadra bosniaca di Fed Cup, con un record totale di 10 vittorie e 2 sconfitte.
Ha fatto il suo debutto nel circuito maggiore all'Internationaux de Strasbourg 2022, dove non riesce a superare le qualificazioni e viene ripescata come una lucky loser. Al primo turno sconfigge a sorpresa l'ex top 10 e campionessa Slam Sloane Stephens, mentre al turno successivo cede alla slovena Kaja Juvan.

## Statistiche ITF

### Singolare

#### Vittorie (7)
| Torneo $100.000 (0) |
| Torneo $80.000 (0)  |
| Torneo $60.000 (0)  |
| Torneo $40.000 (0)  |
| Torneo $25.000 (1)  |
| Torneo $15.000 (6)  |

| N. | Data              | Torneo                                    | Superficie  | Avversaria in finale | Punteggio     |
| 1. | 12 agosto 2018    | Trofeul Ilie Nastase, Arad                | Terra rossa | Andreea Mitu         | 6-3, 0-6, 6-4 |
| 2. | 30 settembre 2018 | BTC Cup Brno, Brno                        | Terra rossa | Diana Šumová         | 7–6(6), 6–4   |
| 3. | 15 settembre 2019 | Kiskút Open, Székesfehérvár               | Terra rossa | Silvia Njirić        | 4–6, 6–4, 7–5 |
| 4. | 20 ottobre 2019   | Magic Tours, Tabarka                      | Terra rossa | Julija Stamatova     | 6-2, 6-2      |
| 5. | 1º marzo 2020     | Magic Tours, Monastir                     | Cemento     | Alice Ramé           | 6-1, 3-6, 6-3 |
| 6. | 8 marzo 2020      | Magic Tours, Monastir                     | Cemento     | Susanne Celik        | 6-2, 6-0      |
| 7. | 21 novembre 2021  | ASC BMW Women's World Tennis Tour, Naples | Terra verde | Jang Su-jeong        | 7-5, 2-6, 7-5 |

#### Sconfitte (6)
| Torneo $100.000 (0) |
| Torneo $80.000 (0)  |
| Torneo $60.000 (0)  |
| Torneo $40.000 (0)  |
| Torneo $25.000 (2)  |
| Torneo $15.000 (4)  |

| N. | Data             | Torneo                             | Superficie  | Avversaria in finale | Punteggio     |
| 1. | 4 febbraio 2018  | Hammamet Open, Hammamet            | Terra rossa | Sandra Samir         | 3-6, 3-6      |
| 2. | 2 dicembre 2018  | Milovice Indoor Open, Milovice     | Cemento (i) | Lara Salden          | 6–4, 4–6, 5–7 |
| 3. | 14 febbraio 2021 | Soho Square Egypt, Sharm el-Sheikh | Cemento     | Lucia Bronzetti      | 6(4)-7, 0-6   |
| 4. | 30 maggio 2021   | Sibenik Open, Sebenico             | Terra rossa | Léolia Jeanjean      | 2-6, 4-6      |
| 5. | 21 agosto 2022   | Women's Ciudad de Ourense, Ourense | Cemento     | Kristina Dmitruk     | 5-7, 1-6      |
| 6. | 1º ottobre 2023  | Santarém Ladies Open, Santarém     | Cemento     | Eva Guerrero Álvarez | 2-6, 6-4, 5-7 |

### Doppio

#### Vittorie (11)
| Torneo $100.000 (0) |
| Torneo $80.000 (0)  |
| Torneo $60.000 (0)  |
| Torneo $40.000 (0)  |
| Torneo $25.000 (2)  |
| Torneo $15.000 (9)  |

| N.  | Data              | Torneo                             | Superficie  | Partner           | Rivali in finale                           | Risultato        |
| 1.  | 31 marzo 2018     | Hammamet Open, Hammamet            | Terra rossa | Natalia Siedliska | Alba Carrillo Marín Yvonne Cavallé Reimers | 7-6(5), 6-2      |
| 2.  | 28 aprile 2018    | Bluesun Tucepi Open, Tučepi        | Terra rossa | Veronika Erjavec  | Tena Lukas Saara Orav                      | 6-3, 6-3         |
| 3.  | 20 aprile 2019    | Magic Tours, Tabarka               | Terra rossa | Veronika Erjavec  | Émeline Dartron Marie Témin                | 4–6, 6–3, [10–7] |
| 4.  | 11 maggio 2019    | Bluesun Tucepi Open, Tučepi        | Terra rossa | Veronika Erjavec  | Tamara Malešević Antonia Ružić             | 6-2, 6-2         |
| 5.  | 8 giugno 2019     | Banja Luka Ladies Open, Banja Luka | Terra rossa | Veronika Erjavec  | Barbora Miklová Elena Milovanović          | 6-1, 6-3         |
| 6.  | 14 settembre 2019 | Kiskút Open, Székesfehérvár        | Terra rossa | Malene Helgø      | Katarína Kužmová Laura Svatiková           | 7-5, 6-1         |
| 7.  | 19 ottobre 2019   | Magic Tours, Tabarka               | Terra rossa | Silvia Njirić     | Nicole Gadient Chelsea Vanhoutte           | 6-0, 6-3         |
| 8.  | 26 ottobre 2019   | Magic Tours, Tabarka               | Terra rossa | Silvia Njirić     | Hanna Poznichirenko Julyette Steur         | 7–6(5), 6–4      |
| 9.  | 12 dicembre 2020  | Magic Tours, Monastir              | Cemento     | Anita Husarić     | Celia Cerviño Ruiz Olivia Gram             | 6-4, 6-4         |
| 10. | 28 maggio 2022    | Tbilisi Open, Tbilisi              | Cemento     | Lu Jiajing        | Arlinda Rushiti Tess Sugnaux               | 6-2, 4-6, [10-7] |
| 11. | 25 agosto 2023    | Vigo Women Tenis Tour, Vigo        | Cemento     | Sarah Beth Grey   | Anastasia Abbagnato Patricija Paukštytė    | 6–3, 4–6, [11–9] |

#### Sconfitte (7)
| Torneo $100.000 (0) |
| Torneo $80.000 (0)  |
| Torneo $60.000 (0)  |
| Torneo $40.000 (0)  |
| Torneo $25.000 (2)  |
| Torneo $15.000 (5)  |

| N. | Data              | Torneo                                                        | Superficie  | Partner             | Rivali in finale                         | Risultato        |
| 1. | 22 settembre 2018 | Royal Cup NLB Montenegro, Podgorica                           | Terra rossa | Veronika Erjavec    | Miriam Kolodziejová Nina Potočnik        | 6-2, 3-6, [0-10] |
| 2. | 6 luglio 2019     | Prokuplje Open, Prokuplje                                     | Terra rossa | Veronika Erjavec    | İpek Öz Melis Sezer                      | 5-7, 5-7         |
| 3. | 13 luglio 2019    | Prokuplje Open, Prokuplje                                     | Terra rossa | Veronika Erjavec    | Dar'ja Astachova Laura Svatikova         | 3-6, 6-0, [6-10] |
| 4. | 5 dicembre 2020   | Magic Tours, Monastir                                         | Cemento     | Anita Husarić       | Bojana Marinković Yvonne Cavallé Reimers | 1-6, 4-6         |
| 5. | 29 maggio 2021    | Sibenik Open, Sebenico                                        | Terra rossa | Nicole Fossa Huergo | Petra Marčinko Natália Szabanin          | 4-6, 6-3, [4-10] |
| 6. | 31 luglio 2021    | Internazionali di Tennis del Friuli Venezia Giulia, Cordenons | Terra rossa | Veronika Erjavec    | Martina Colmegna Amy Zhu                 | 4–6, 3–6         |
| 7. | 18 febbraio 2023  | Women's Santo Domingo, Santo Domingo                          | Cemento     | Eudice Chong        | Darja Semeņistaja Sofia Sewing           | 3-6, 2-6         |